# Eremitagens Volontørtjeneste (Skt. Petersborg)
 Der er for få eller ingen kildehenvisninger i denne artikel, hvilket er et problem. Du kan hjælpe ved at angive troværdige kilder til de påstande, som fremføres i artiklen.

Volontørtjenesten ved Eremitagen i Sankt Petersborg er en afdeling, der udgøres af frivillige fra Rusland og resten af verden, som assisterer flere afdelinger ved det store museum. Volontørtjenestens kontorer har til huse på Vinterpaladset, hvor de tilknyttede har deres daglige gang.

## Mission
Volontørtjenesten har som erklæret mål at involvere unge mennesker i de internationale og russiske kulturer, der er repræsenterede ved Eremitagen. Hensigten er, at de frivillige, ved at behandle, forstå og formidle museets ekstensive materiale, danner en forståelse for værdien ved traditioner og kulturelle objekter. På trods af, at missionen er rettet mod unge, byder afdelingen velkommen til frivillige i alle aldre.

## Historie
Afdelingen for frivillige ved Eremitagen blev oprettet på foranledning af russiske Mikhail Kozjukhovskij. Volontørtjenestens kontorer blev åbnet i 2003, idet en gruppe af internationale frivillige, iklædt røde uniformer, gik ind i Eremitagen og begyndte at assistere gæster. Sidenhen har de frivillige, der stadig er anført af Kozjukovskij, taget del i et stort antal arrangementer, programmer og lettere opgaver i forbindelse med forskning, der er foregået ved Eremitagen.

## Frivillige
Volontørtjenesten udgøres af frivillige fra hele verden, der er tilknyttet programmet i en afgrænset periode. Der sker altså en fortløbende udskiftning af de frivillige på kontorerne. Indtil nu har der blandt andre været frivillige fra Danmark, Finland, Tyskland, Frankrig, Israel, USA og naturligvis Rusland. Hver frivillig bidrager med vedkommendes individuelle kvaliteter, hvor der hyppigt er tale om historikere, kunsthistorikere, lingvister eller journalister, men der er ikke udelukkende tale om frivillige med udgangspunkt i kulturstudier. Volontørtjenesten har førhen inkluderet dansere, buschauffører og araknologer.
Selvom de frivillige kun er tilknyttet i en afgrænset periode, førend de forlader programmet, holder en del frivillige kontakt til kontoret.

## Arbejdsopgaver

### Liste over typiske opgaver[4]
- Receptioner: De frivillige står hyppigt for at velkomme og assistere Eremitagens internationale og russiske gæster.
- Videnskabeligt arbejde: De frivillige arbejder med museets genstande samt assisterer arkæologer og forskere ved museet med en bred vifte af arbejdsopgaver.
- Forberedelse af publikationer og korrespondancer fra museet.
- Organisering og afholdelse af seminarer og internationale konferencer.
- Oversættelsesarbejde.
- Fysisk arbejde: flytning af artefakter, opstilning af nye udstillinger.

### Arrangementer
De frivillige har taget del i en bred vifte af arrangementer ved Eremitagen. Herunder følger et smalt udsnit af visse begivenheder.

#### Ropsha-projektet, 2003
Ropsha-projektet var volontørtjenestens første initiativ. Det foregik i byen Ropsha, sydvest for Sankt Petersborg, hvor Ropsha-paladset ligger. Ropsha-paladset, der er en del af UNESCO's Verdensarvsliste, var de forudgående årtier gået i forfald, hvilket bevirkede, at de frivillige tog initiativer til at øge opmærksomheden om paladset. Der blev indhentet nye informationer fra Eremitagens arkiver og samarbejdet med lokale skoler nær paladset. Delvist grundet de frivilliges indsats blev Ropsha-paladset inddraget mere som en del af Peterhofs palads, ligesom der i dag er skrevet bøger om Ropsha-paladset.

#### Discover your Europe at the Hermitage, 26/09/15
Ved festivalen for europæisk kultur, der blev afholdt i lokalerne ved Eremitagens General Staff Building, tog de frivillige del i quizzer og mindre mesterkurser.

#### Discover your Europe at the Hermitage, 22/09/18
I forbindelse med afholdelsen af festivalen for europæisk kultur, tog de frivillige endnu en gang del i forberedelserne til arrangementet, ligesom de ved arrangementet stod for mindre mesterkurser, hvor besøgende, især børn og unge, havde mulighed for at sy middelalderlige kjoler til dukker og gætte de europæiske landes nationalretter.